# Pseudautomeris
Pseudautomeris is een geslacht van vlinders van de familie nachtpauwogen (Saturniidae), uit de onderfamilie Hemileucinae.

## Soorten
- P. antioquia (Schaus, 1921)
- P. arminirene Strand, 1920
- P. boettgeri Naumann, Brosch & Wenczel, 2005
- P. brasiliensis (Walker, 1855)
- P. coronis (Schaus, 1913)
- P. chinchipensis Racheli & Racheli, 2006
- P. erubescens (Boisduval, 1875)
- P. fimbridentata (Dognin, 1916)
- P. grammivora (Jones, 1908)
- P. hubneri (Boisduval, 1875)
- P. huebneri Boisduval, 1875
- P. irene (Cramer, 1779)
- P. lata (Conte, 1906)
- P. latus Conte, 1906
- P. luteata (Walker, 1865)
- P. ophthalmica (Moore, 1883)
- P. pohli Lemaire, 1967
- P. porifera (Strand, 1920)
- P. salmonea (Cramer, 1777)
- P. stawiarskii (Gagarin, 1936)
- P. subcoronis Lemaire, 1967
- P. toulgoeti Lemaire, 2002
- P. yourii Lemaire, 1985